# François Charles du Barail

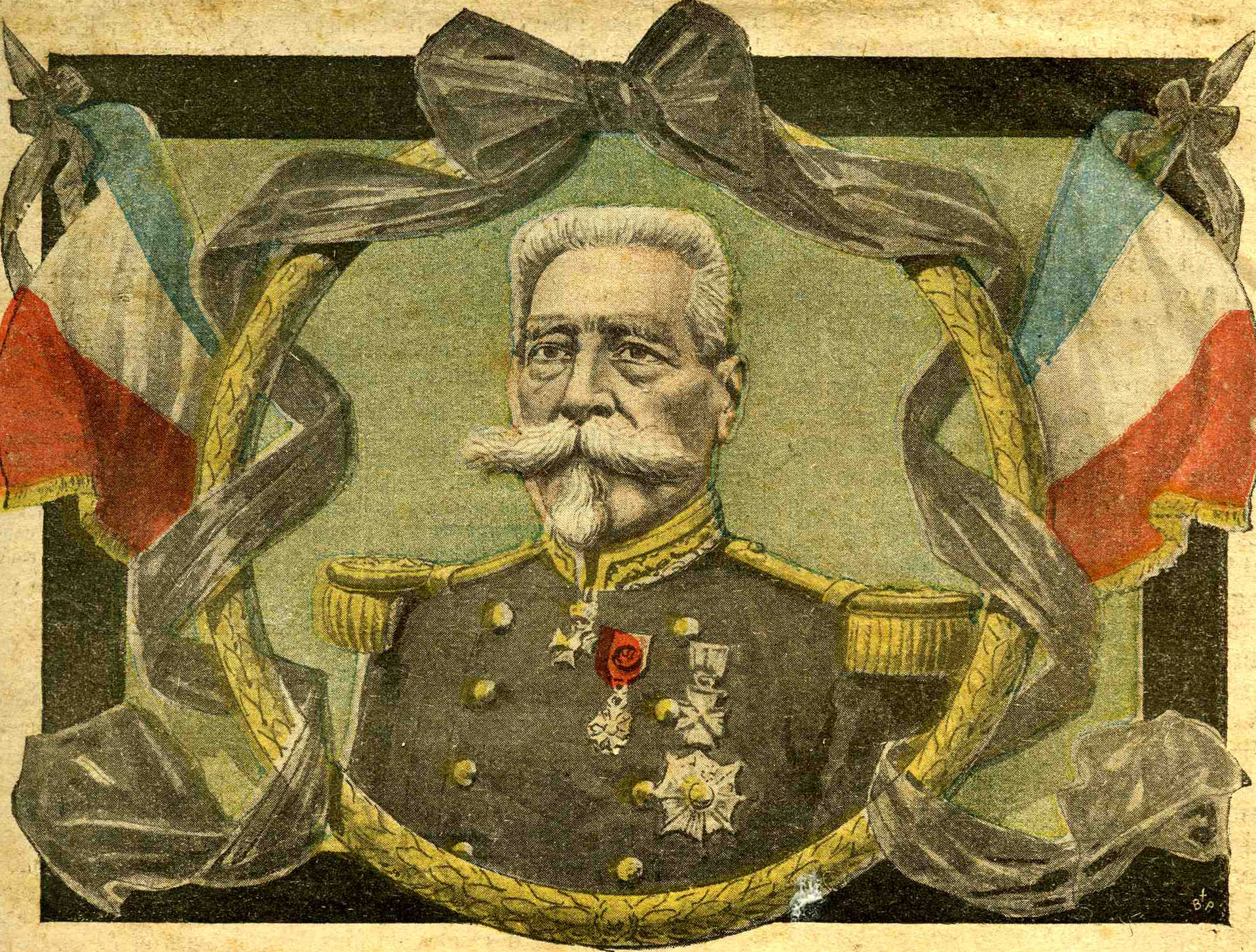
François Charles du Barail.

François Charles du Barail (25 de mayo de 1820 - 30 de noviembre de 1902) fue un ministro de Defensa francés.
Nacido en Versalles, a los 19 años se alistó en Orán. Como coronel fue nombrado comandante del 1.er Regimiento de cazadores de África el 30 de diciembre de 1857, regresando a África en 1860. Tomó parte en 1862, con dos escuadrones del regimiento, en la Segunda Intervención Francesa en México.
Cuando Francia declaró la guerra a Prusia el 16 de julio de 1870, Barail recibió la comandancia de una División de caballería compuesta de 4 regimientos de cazadores de África. Su conducta lo llevó a ostentar el grado de General Brigadier, y el 23 de marzo de 1871 el de División.
En 1873, fue nombrado ministro de Guerra durante el gobierno de Albert, 4.º duque de Broglie.
- Datos: Q2599239
- Multimedia: François Charles du Barail / Q2599239